# Jakub Jeřábek
Jakub Jeřábek (ur. 12 maja 1991 w Pilznie) – czeski hokeista, reprezentant Czech, olimpijczyk.

## Kariera
- HC Pilzno do lat 18 (2005-2008)
- HC Pilzno do lat 18 (2007-2011)
- HC Pilzno 1929 (2008-2016)
  -  Medvědi Beroun 1933 (2008/2009)
  -  HC Slovan Ústečtí (2011)
  -  Piráti Chomutov (2011/2012)
  -  SK Kadaň (2011/2012)
- Witiaź Podolsk (2016-2017)
- Montreal Canadiens (2017-2018)
  -  Laval Rocket (2017-2018)
- Washington Capitals (2018)
- St. Louis Blues (2018)
- San Antonio Rampage (2018-2019)
- Witiaź Podolsk (2019-2021)
- Spartak Moskwa (2021-)

Karierę rozwijał w zespołach klubu HC Pilzno w rodzinnym mieście. Przez wiele sezonów grał w rozgrywkach czeskiej ekstraligi. W maju 2016 został zawodnikiem rosyjskiego klubu Witiaź Podolsk z rozgrywek KHL. Wiosną 2017 podpisał kontrakt z kanadyjskim klubem Montreal Canadiens z ligi NHL. W lutym 2018 został przetransferowany do Washington Capitals, stamtąd w sierpniu 2018 do Edmonton Oilers (nie zagrał w jego barwach), a na początku października 2018 do St. Louis Blues. W tym samym miesiącu rozegrał jedyny mecz w barwach tego klubu, a ponadto zagrał cały sezon w zespole farmerskim, San Antonio Rampage, w lidze AHL. Od maja 2019 ponownie był zawodnikiem Witiazia Podolsk. W lipcu 2021 przeszedł do Spartaka Moskwa.
Bał udział w turniejach mistrzostw świata juniorów do lat 18 edycji 2009, mistrzostw świata juniorów do lat 20 edycji 2010, 2011. W barwach reprezentacji seniorskiej uczestniczył w turniejach mistrzostw świata edycji 2016, 2017, zimowych igrzysk olimpijskich 2022.

## Sukcesy
Klubowe
- Złoty medal mistrzostw Czech do lat 18: z HC Pilzno
- Złoty medal 1. ligi: 2011 z HC Slovan Ústečtí Lvi
- Brązowy medal mistrzostw Czech: 2012, 2016 z HC Pilzno 1929
- Złoty medal mistrzostw Czech: 2013 z HC Pilzno 1929

Indywidualne
- Mistrzostwa Świata Juniorów w Hokeju na Lodzie 2011/Elita:
  - Jeden z trzech najlepszych zawodników reprezentacji
- Ekstraliga czeska w hokeju na lodzie (2015/2016):
  - Pierwsze miejsce w klasyfikacji asystentów wśród obrońców w sezonie zasadniczym: 29 asyst
  - Pierwsze miejsce w klasyfikacji kanadyjskiej wśród obrońców w sezonie zasadniczym: 33 punkty
  - Najlepszy obrońca sezonu
- Karjala Cup 2016:
  - Najlepszy obrońca turnieju
- KHL (2016/2017):
  - Mecz Gwiazd KHL[8]
  - Czwarte miejsce w klasyfikacji asystentów wśród obrońców w sezonie zasadniczym: 29 asyst
  - Piąte miejsce w klasyfikacji kanadyjskiej wśród obrońców sezonie zasadniczym: 34 punkty
  - Złoty Kask (przyznawany sześciu zawodnikom wybranym do składu gwiazd sezonu)[9][10]
- KHL (2019/2020):
  - Najlepszy obrońca tygodnia - 23 września 2019, 6 stycznia 2020